# 認証制度共同事務局
認証制度共同事務局（にんしょうせいどきょうどうじむきょく、英語表記：Secretariat Office for Certification Councils in Japan）とは、電気製品の第三者認証に関する協議会。

## 概要
認証制度共同事務局は、電気製品認証協議会（SCEA）及び電気用品部品・材料認証協議会（CMJ）設立に伴い電気安全に関する諸問題の解決、各協議会の事務局業務及び電気安全に係る機関、団体、消費者などからの賛同・協力と信頼をえるため平成9年10月に設立された。

## 沿革
- 平成9年10月（1997年） -  一般財団法人電気安全環境研究所(旧財団法人電気用品試験所）及び一般財団法人日本品質保証機構両機関により電気製品認証協議会（SCEA）設立とともに認証制度共同事務局設立（設立当時はIECEE国内協議会（IECEE-JP）事務局業務も行う）
- 平成10年（1998年） -  一般財団法人電気安全環境研究所及び一般財団法人日本品質保証機構両機関が運営していた電気用品部品・材料認証協議会（CMJ）の事務局として活動を開始
- 平成15年12月（2003年） -  株式会社UL Japan（旧株式会社ユーエルエーペックス）がSCEA入会とともに事務局運営機関として覚書締結
- 平成18年8月（2006年）-  テュフ・ラインランド・ジャパン株式会社がSCEA入会とともに事務局運営機関として覚書締結

## 運営認証機関
- 一般財団法人電気安全環境研究所（SCEA及びCMJ）
- 一般財団法人日本品質保証機構（SCEA及びCMJ）
- 株式会社UL Japan（SCEA）
- テュフ・ラインランド・ジャパン株式会社（SCEA）